# Vignola-Falesina
Vignola-Falesina település Olaszországban, Trento megyében. Lakosainak száma 189 fő (2023. január 1.). Vignola-Falesina Levico Terme, Pergine Valsugana és Frassilongo községekkel határos.

## Népesség
A település népességének változása:
| Lakosok száma | 162  | 160  | 189  |
|               | 2017 | 2018 | 2023 |